# Rio Dârjov
O Rio Dârjov é um rio da Romênia, afluente do Rio Olt, localizado no distrito de Olt.